# Stegenodes ruber
Stegenodes ruber là một loài bọ cánh cứng trong họ Cerambycidae.